# Hypsolebias adornatus
Hypsolebias adornatus, es una especie de pez actinopeterigio de agua dulce, de la familia de los rivulines.

## Morfología
Con el cuerpo de bellos lunares verdes azulados, la longitud máxima descrita es de 4,5 cm los machos y 4 cm las hembras.

## Distribución y hábitat
Se distribuye por ríos de América del Sur, en la cuenca del río São Francisco en Brasil. Es una especie de agua dulce tropical de comportamiento bentopelágico.